# Berlina sportiva

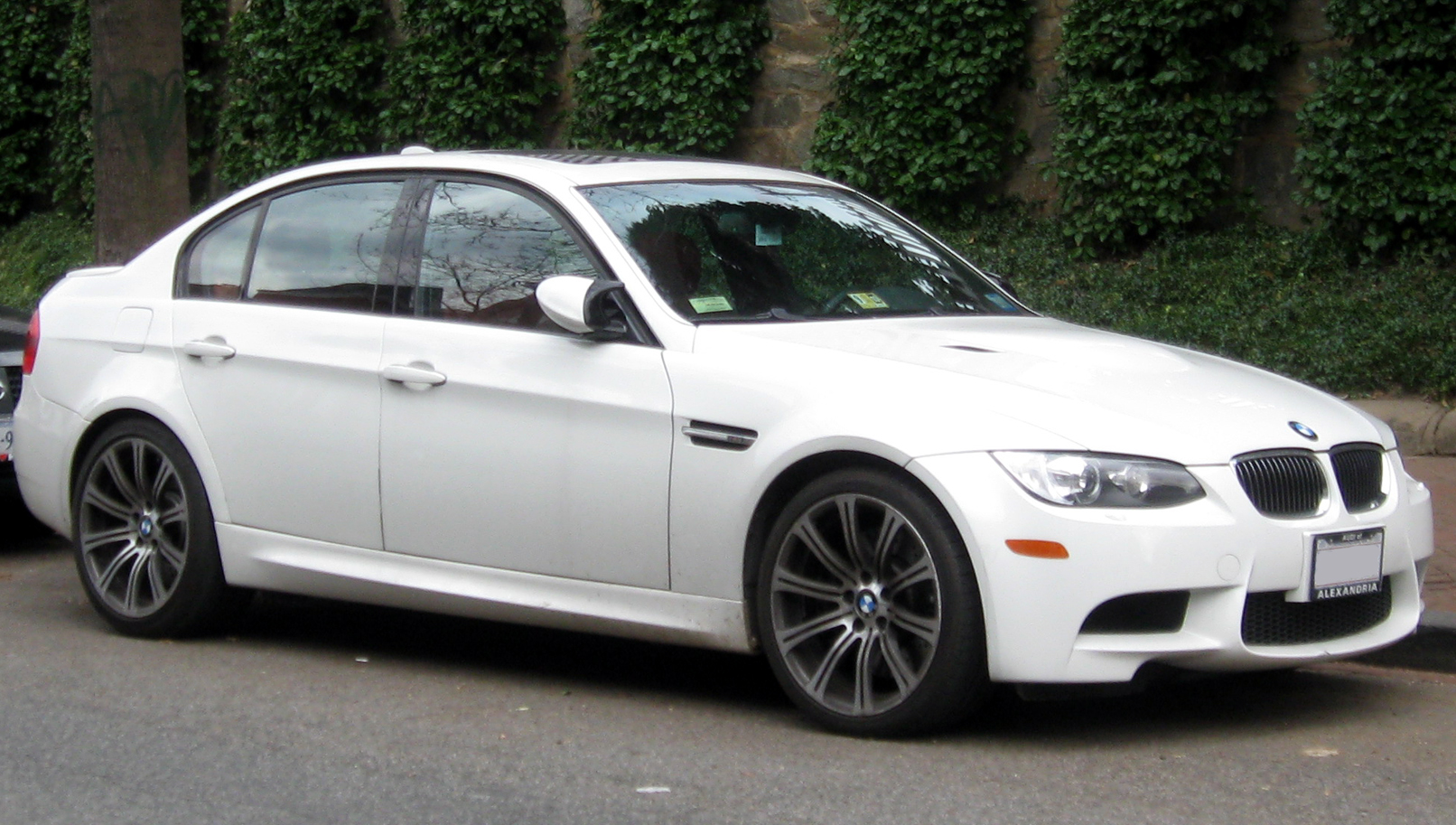
Una BMW M3 E90, la berlina sportiva per definizione e più rappresentativa

La berlina sportiva è un'autovettura dotata di carrozzeria berlina a 4 porte, con prestazioni ben superiori alla media delle concorrenti di pari segmento, spesso anche utilizzata nelle competizioni.
Alcuni modelli di questa categoria sono disponibili anche in versione familiare. 

## Storia

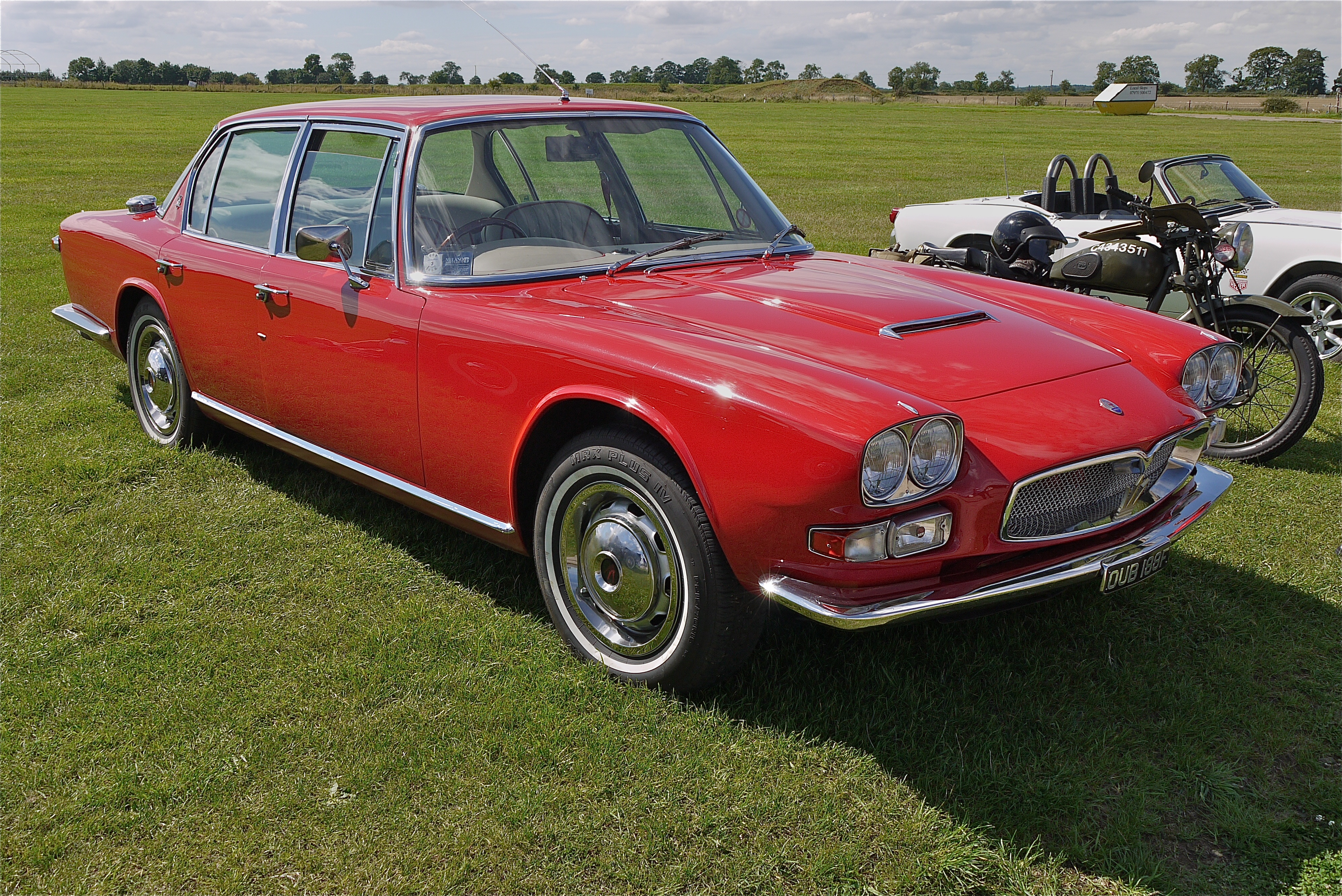
Una Maserati Quattroporte I, tra le prime berline sportive mai costruite

La locuzione "berlina sportiva" (sport sedan in lingua inglese) è stata introdotta negli anni trenta del XX secolo quando venne associata, da molte case automobilistiche, a modelli o versioni che erano dotate di una linea più sportiva. Ad esempio la Rover, in questo periodo, ebbe in listino alcune vetture "Sport Saloon".
Tra le prime berline sportive prodotte dopo la seconda guerra mondiale ci furono la Alfa Romeo 1900, la Rover P6 e la Lotus Cortina. Alcune case le associarono e ancor oggi le associano alla definizione di Gran Turismo, Gran Turismo Veloce, Gran Turismo sportivo. Altre case automobilistiche celebri per la realizzazione di berline sportive sono la BMW, la Maserati, l'Aston Martin e la De Tomaso. Altri marchi che hanno invece nella loro gamma anche modelli di questa categoria sono, ad esempio, la Mercedes-Benz, l'Audi e la Jaguar.

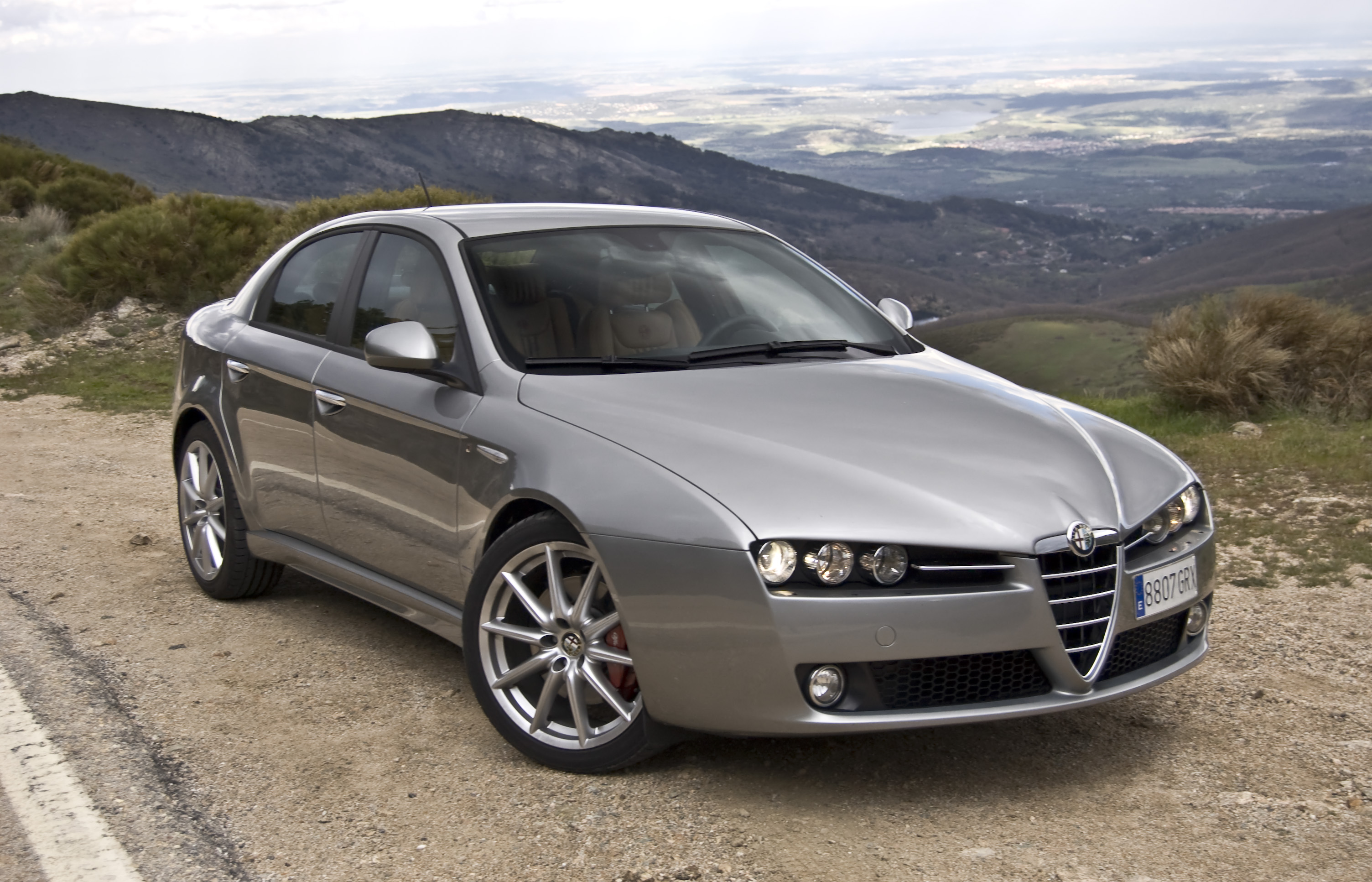
Un'Alfa Romeo 159, esempio di moderna berlina sportiva a trazione anteriore

Tradizionalmente le berline sportive possiedono un cambio manuale e sono a trazione posteriore. Inoltre, sono dotate anche di contagiri e di un motore avente una potenza adeguata per poter permettere alla vettura di avere delle prestazioni maggiori rispetto alle semplici berline. Già nella seconda parte del XX secolo sono però comparse delle berline sportive a trazione anteriore e con cambio automatico o semiautomatico. Ad esempio, l'Alfa Romeo ha introdotto la trazione anteriore sui propri modelli nel 1972 sull'Alfasud.